# Hans Hedberg
Hans Hedberg (* 25. Mai 1917 in Örnsköldsvik, Västernorrlands län, Schweden; † 27. März 2007 in Cannes, Frankreich) war ein bekannter schwedischer Keramik-Künstler. Seine Arbeiten, die oft überdimensionierte Früchte darstellen, sind in Museen in der ganzen Welt zu sehen.

## Biographie
Hans Hedberg wurde als Sohn von Theodor Hedberg und dessen Ehefrau Ingeborg (geb. Belfrage) in Köpmanholmen, einem kleinen Hafen in der Nähe von Örnsköldsvik, rund 500 Kilometer nördlich von Stockholm, im schwedischen Verwaltungsbezirk (Län) Västernorrland, geboren.
Der kleine Ort war Ende des 19. Jahrhunderts durch Ansiedlungen im Umfeld einer Holz- u. Papiermühle entstanden, die von Hans Hedbergs Großvater, Gustav (Hedberg), dort aufgebaut worden war.
Das Unternehmen der Familie, auch die Tatsache, dass Hans Hedbergs Mutter, Ingeborg, einen reichen Erbteil in die Ehe mit Theodor Hedberg eingebracht hatte (Sie stammte von bretonischen Walfängern ab, die sich in Schweden niedergelassen hatten), ließen Hans Hedberg in großbürgerlicher Umgebung, weitgehend sorglos, aufwachsen.
Hans Hedberg ging in Stockholm zur Schule, interessierte sich schon während seiner Schulzeit – unterstützt und gefördert von seiner Mutter – für die Kunst.
Gleich nach seinem Schulabschluss im Jahre 1938 wandte er sich dann auch vollständig der Kunst bzw. dem künstlerischen Schaffen zu.
Im Zweiten Weltkrieg blieb Schweden weitgehend neutral und Hedberg verbrachte seinen Militärdienst bei einer samischen Kompanie, die in der Nähe der Grenze zu Norwegen stationiert war.
Nach dem Ende des Krieges orientierte er sich „südwärts“, nahm ein Kunststudium an der Königlichen Dänischen Kunstakademie in Kopenhagen auf, dann an der Académie Colarossi in Paris.
1947 unternahm er eine Reise nach Capri und obwohl der Schwerpunkt seines künstlerischen Schaffens bis dahin überwiegend beim Zeichnen, Malen lag, war er unmittelbar fasziniert von der Keramikkunst der Inselbewohner, die auf eine lange Tradition zurückblicken konnte.
Auf Capri erwarb er die handwerklichen Fähigkeiten für dieses neue Medium – und seine spätere Keramik-Kunstwerke. Während seines Aufenthaltes lernte er auch Alberto Moravia und die amerikanische Kunstmäzenin und Sammlerin Peggy Guggenheim kennen, die sich zu dieser Zeit ebenfalls auf Capri aufhielten.
Zwei Jahre Studium am Istituto Statale d’Arte per la Ceramica in Faenza, mit seinen berühmten Werkstätten für Fayencen (Majolika), folgten. Während dieser Zeit lernte er die Bildhauer und Maler Marino Marini und Lucio Fontana kennen.
Trotz dieser künstlerisch sehr fruchtbaren Zeit in Italien, war es Frankreichs Süden, der ihn noch stärker anzog.
Hedberg hatte Südfrankreich bereits in seiner Jugendzeit auf verschiedenen Reisen kennengelernt und die Provence sollte seine zukünftige zweite Heimat werden.
1949 baute er sich ein Studio mit Brennöfen für seine Keramik-Arbeiten in Biot auf, einem für seine Keramik bekannten kleinen Ort in der Nähe von Antibes, wo auch Picasso mit den örtlichen Töpfer-Werkstätten zusammenarbeitete.
Hedbergs Bekanntheitsgrad wuchs rasch und nach einer Ausstellung in La Boutique d’Art in Nizza (1954), wurde er zum bekanntesten Künstler in dieser Region. Picasso, Léger, Chagall erlernten bei Hedberg die von ihm angewandten Fayence-Techniken.
In dieser Zeit lernte Hans Hedberg seine erste Frau – Mouchka – kennen. Er lebte mit ihr in Cagnes-sur-Mer, dem „Montmartre der französischen Riviera“, arbeitete in seinem Atelier in Biot. Das Paar blieb bis zu Mouchkas Tod im Jahre 1972 zusammen.
Im Verlauf seines Schaffens bekam Hedberg zahlreiche Auszeichnungen und Preise und seine Kunstwerke sind in vielen Museen und Privatsammlungen zu besichtigten. Wirklich gefeierter Künstler aber war und ist er in seinem Heimatland Schweden.
Jeden Sommer kehrte er hierher zurück und im Jahre 1998 wurde in seiner Geburtsstadt Örnsköldsvik ein Museum für seine Werke eröffnet.
Am 27. März 2007 starb Hans Hedberg im Alter von 89 Jahren in einer Klinik in Cannes an einem Nierenleiden.
Er hinterließ seine zweite Frau, Charlotte, und seinen Sohn Hans-Erik.